# Чемпіонат націй КОНКАКАФ 1977 (кваліфікація)
На цій сторінці наведено дати і результати матчів відбіркового турніру чемпіонату націй КОНКАКАФ 1977 року, який також був відбірковим турніром чемпіонату світу 1978 року в північноамериканській континентальній зоні. 17 країн КОНКАКАФ подали заявки на участь у чемпіонаті. Гондурас знявся до початку турніру. Решта 16 країн були розділені на 3 зони за географічним принципом:
- Північноамериканська зона складалася з 3 команд. Команди грали кожна з кожною вдома і в гостях. Дві кращі команди виходили у фінальний турнір.
- Центральноамериканська зона складалася з 4 команд. Команди грали кожна з кожною вдома і в гостях. Дві кращі команди виходили у фінальний турнір.
- Карибська зона складалася з 9 команд, які були розбиті на 2 групи по 4 та 5 команд. Команди грали на вибування, зустрічі складалися з двох матчів (вдома і в гостях). Переможці груп виходили у фінальний турнір.

## Північноамериканська зона
| Місце | Команда | О | М | В | Н | П | ГЗ | ГП | РГ |
| ----- | ------- | - | - | - | - | - | -- | -- | -- |
| 1     | Мексика | 4 | 4 | 1 | 2 | 1 | 3  | 1  | +2 |
| 2=    | Канада  | 4 | 4 | 1 | 2 | 1 | 2  | 3  | −1 |
| 2=    | США     | 4 | 4 | 1 | 2 | 1 | 3  | 4  | −1 |

| 24 вересня 1976 |

| Канада | 1 – 1 | США    |
| ------ | ----- | ------ |
| Болыто |       | Бандов |

| Ванкувер, Канада Арбітр: Марко Дорантс Гарсія (Мексика) |

| 3 жовтня 1976 |

| США | 0 – 0 | Мексика |
| --- | ----- | ------- |
|     |       |         |

| Лос-Анджелес, США Арбітр: Мальйо (Канада) |

| 10 жовтня 1976 |

| Канада  | 1 – 0 | Мексика |
| ------- | ----- | ------- |
| Парсонс |       |         |

| Ванкувер, Канада Арбітр: Кібрітьян (США) |

| 15 жовтня 1976 |

| Мексика             | 3 – 0 | США |
| ------------------- | ----- | --- |
| Маміан Давіла Соліс |       |     |

| Пуебла, Мексика Арбітр: Вінсманн (США) |

| 20 жовтня 1976 |

| США    | 2 – 0 | Канада |
| ------ | ----- | ------ |
| Рис Ві |       |        |

| Сіетл, США Арбітр: Рубіо Васкес (Мексика) |

| 27 жовтня 1976 |

| Мексика | 0 – 0 | Канада |
| ------- | ----- | ------ |
|         |       |        |

| Толука-де-Лердо, Мексика Арбітр: Ландауер (США) |

Канада і США набрали рівну кількість очок при однаковій різниці м'ячів, тому був призначений додатковий матч на нейтральному полі.
| 22 грудня 1976 |

| Канада                 | 3 – 0 | США |
| ---------------------- | ----- | --- |
| Боліто Бадд Ленардуцці |       |     |

| Порт-о-Пренс, Гаїті Арбітр: Веласкес Рамірес (Колумбія) |

 Мексика та  Канада кваліфікувались у фінальний турнір

## Центральноамериканська зона
| Місце | Команда    | О | М | В | Н | П | ГЗ | ГП | РГ  |
| ----- | ---------- | - | - | - | - | - | -- | -- | --- |
| 1     | Гватемала  | 8 | 6 | 3 | 2 | 1 | 15 | 6  | +9  |
| 2     | Сальвадор  | 7 | 6 | 2 | 3 | 1 | 10 | 7  | +3  |
| 3     | Коста-Рика | 6 | 6 | 1 | 4 | 1 | 8  | 6  | +2  |
| 4     | Панама     | 3 | 6 | 1 | 1 | 4 | 7  | 21 | −14 |

| 4 квітня 1976 |

| Панама                         | 3 – 2 | Коста-Рика                |
| ------------------------------ | ----- | ------------------------- |
| Тапіа 48' Понсе 50' Санчес 75' |       | Хіменес 34' Баррантес 85' |

| Панама, Панама Арбітр: Седільйос (Гондурас) |

| 2 травня 1976 |

| Панама | 1 – 1 | Сальвадор |
| ------ | ----- | --------- |
|        |       |           |

| Панама, Панама Арбітр: Рохас Луїс (Коста-Рика) |

| 11 липня 1976 |

| Коста-Рика | 3 – 0 | Панама |
| ---------- | ----- | ------ |
|            |       |        |

| Сан-Хосе, Коста-Рика Арбітр: Сасо Альварес (Нікарагуа) |

| 1 серпня 1976 |

| Сальвадор | 4 – 1 | Панама |
| --------- | ----- | ------ |
|           |       |        |

| Сан-Сальвадор, Сальвадор Арбітр: Рубіо Васкес Мексика) |

| 17 вересня 1976 |

| Панама | 2 – 4 | Гватемала |
| ------ | ----- | --------- |
|        |       |           |

| Панама, Панама Арбітр: Альварес Моралес (Коста-Рика) |

| 26 вересня 1976 |

| Гватемала | 7 – 0 | Панама |
| --------- | ----- | ------ |
|           |       |        |

| Гватемала, Гватемала Арбітр: Авендано Руїс (Сальвадор) |

| 1 грудня 1976 |

| Сальвадор | 1 – 1 | Коста-Рика |
| --------- | ----- | ---------- |
|           |       |            |

| Сан-Сальвадор, Сальвадор Арбітр: Мендес Моліна (Гватемала) |

| 5 грудня 1976 |

| Коста-Рика | 0 – 0 | Гватемала |
| ---------- | ----- | --------- |
|            |       |           |

| Сан-Хосе, Коста-Рика Арбітр: Арчундія (Мексика) |

| 8 грудня 1976 |

| Гватемала                | 3 – 1 | Сальвадор |
| ------------------------ | ----- | --------- |
| Макніш Монтероссо Санчес |       | Валенсія  |

| Гватемала, Гватемала Арбітр: Сілес Кальдерон (Коста-Рика) |

| 12 грудня 1976 |

| Гватемала | 1 – 1 | Коста-Рика |
| --------- | ----- | ---------- |
| Сандоваль |       | Сальгадо   |

| Гватемала, Гватемала Арбітр: Андіно Пінель (Гондурас) |

| 15 грудня 1976 |

| Коста-Рика | 1 – 1 | Сальвадор |
| ---------- | ----- | --------- |
|            |       |           |

| Сан-Хосе, Коста-Рика Арбітр: Моллінедо (Гватемала) |

| 19 грудня 1976 |

| Сальвадор        | 2 – 0 | Гватемала |
| ---------------- | ----- | --------- |
| Кабрера Валенсія |       |           |

| Сан-Сальвадор, Сальвадор Арбітр: Сегура (Мексика) |

 Гватемала та  Сальвадор кваліфікувались у фінальний турнір.

## Карибська зона

### Група A

#### Перший раунд
| 4 липня 1976 |

| Гаяна       | 2 – 0 | Суринам |
| ----------- | ----- | ------- |
| Баттс Найлз |       |         |

| Джорджтаун, Гаяна Арбітр: Гай (Тринідад і Тобаго) |

| 29 серпня 1976 |

| Суринам         | 3 – 0 (3 – 2 заг.) | Гаяна |
| --------------- | ------------------ | ----- |
| Плейфайр Джордж |                    |       |

| Парамарибо, Суринам Арбітр: Вудінг (Тринідад і Тобаго) |

 Суринам вийшов до Другого раунду.
| 15 серпня 1976 |

| Барбадос | 2 – 1 | Тринідад і Тобаго |
| -------- | ----- | ----------------- |
| Кларк    |       | Девід             |

| Бриджтаун, Барбадос Арбітр: Стімен (Суринам) |

| 31 серпня 1976 |

| Тринідад і Тобаго | 1 – 0 (2 – 2 заг.) | Барбадос |
| ----------------- | ------------------ | -------- |
|                   |                    |          |

| Порт-оф-Спейн, Тринідад і Тобаго Арбітр: Кутсир (Нідерландські Антильські острови) |

Рахунок за сумою двох матчів був нічийним (2:2), тому був призначений додатковий матч.
| 14 вересня 1976 |

| Тринідад і Тобаго | 3 – 1 | Барбадос |
| ----------------- | ----- | -------- |
|                   |       |          |

| Бриджтаун, Барбадос Арбітр: Кальдерон Кастро (Куба) |

Тринідад і Тобаго  вийшов до Другого раунду.

#### Другий раунд
| 14 листопада 1976 |

| Суринам | 1 – 1 | Тринідад і Тобаго |
| ------- | ----- | ----------------- |
| Джордж  |       | Девід             |

| Парамарибо, Суринам Арбітр: Чендлер (Барбадос) |

| 28 листопада 1976 |

| Тринідад і Тобаго | 2 – 2 (3 – 3 заг.) | Суринам        |
| ----------------- | ------------------ | -------------- |
| Фігаро Ллевеллін  |                    | Олмберг Ентінг |

| Порт-оф-Спейн, Тринідад і Тобаго Арбітр: Льобрегат Віседо (Венесуела) |

Рахунок за сумою двох матчів був нічийним (3:3), тому був призначений додатковий матч на нейтральному полі.
| 18 грудня 1976 |

| Суринам        | 3 – 2 (д.ч.) | Тринідад і Тобаго |
| -------------- | ------------ | ----------------- |
| Джордж Олмберг |              | Девід             |

| Каєнна, Французька Гвіана Арбітр: Льобрегат Віседо (Венесуела) |

 Суринам кваліфікувався у фінальний турнір

### Група B

#### Попередній раунд
| 2 квітня 1976 |

| Домініканська Республіка | 0 – 3 | Гаїті                 |
| ------------------------ | ----- | --------------------- |
|                          |       | Аугуст Бертелемі Марі |

| Санто-Домінго, Домініканська Республіка Арбітр: Вуерц (США) |

| 17 квітня 1976 |

| Гаїті | 3 – 0 (6 – 0 заг.) | Домініканська Республіка |
| ----- | ------------------ | ------------------------ |
|       |                    |                          |

| Порт-о-Пренс, Гаїті Арбітр: Вільярехо Рамірес (Пуерто-Рико) |

 Гаїті вийшли до Першого раунду.

#### Перший раунд
| 30 липня 1976 |

| Нідерландські Антильські острови | 1 – 2 | Гаїті |
| -------------------------------- | ----- | ----- |
|                                  |       |       |

| Аруба, Нідерландські Антильські острови Арбітр: Чаплін (Ямайка) |

| 14 серпня 1976 |

| Гаїті | 7 – 0 (9 – 1 заг.) | Нідерландські Антильські острови |
| ----- | ------------------ | -------------------------------- |
|       |                    |                                  |

| Порт-о-Пренс, Гаїті Арбітр: Монтан Бош (Пуерто-Рико) |

 Гаїті вийшли до Другого раунду.
| 15 серпня 1976 |

| Ямайка | 1 – 3 | Куба         |
| ------ | ----- | ------------ |
| Браун  |       | Сарінас Ласа |

| Кінгстон, Ямайка Арбітр: Де ла Пуенте (Домініканська Республіка) |

| 29 серпня 1976 |

| Куба | 2 – 0 (5 – 1 заг.) | Ямайка |
| ---- | ------------------ | ------ |
|      |                    |        |

| Гавана, Куба Арбітр: Пастор (Домініканська Республіка) |

 Куба вийшла до Другого раунду.

#### Другий раунд
| 28 листопада 1976 |

| Куба   | 1 – 1 | Гаїті |
| ------ | ----- | ----- |
| Нуньєс |       | Санон |

| Гавана, Куба Арбітр: Стюарт (Ямайка) |

| 11 грудня 1976 |

| Гаїті | 1 – 1 (2 – 2 заг.) | Куба    |
| ----- | ------------------ | ------- |
| Санон |                    | Перейра |

| Порт-о-Пренс, Гаїті Арбітр: Монтан Бош (Пуерто-Рико) |

Рахунок за сумою двох матчів був нічийним (2:2), тому був призначений додатковий матч на нейтральному полі.
| 29 грудня 1976 |

| Гаїті | 2 – 0 | Куба |
| ----- | ----- | ---- |
| Санон |       |      |

| Панама, Панама Арбітр: Марко Дорантс Гарсія (Мексика) |

 Гаїті вийшли на фінальний турнір.